# Goran Simić (Sänger)
Goran Simić (* 14. Oktober 1953 in Belgrad, SFR Jugoslawien; † 24. November 2008 in Wien, Österreich) war ein serbischer Opernsänger (Bass), der über 20 Jahre an der Wiener Staatsoper wirkte.

## Leben
Goran Simić studierte an der Hochschule für Musik in Belgrad und in Sarajevo Gesang. Er gewann mehrere Preise bei Gesangswettbewerben, darunter 1982 den Tschaikowski-Wettbewerb in Moskau und 1985 den Pavarotti-Wettbewerb. Von 1978 bis 1984 war er an der Oper in Sarajevo engagiert. 
Seit der Saison 1984/85 war er Ensemblemitglied der Wiener Staatsoper, wo er im November 1984 als Wächter der Stadt in Die Frau ohne Schatten von Richard Strauss debütierte. Sein Repertoire umfasste Partien wie den König in Aida, Sparafucile in Rigoletto (u. a. im März 1989 neben Giuseppe Taddei bei dessen Rollenabschied als Rigoletto), Ferrando in Il trovatore, Pimen, Hauptmann und Nikititsch in Boris Godunow, Graf Warting in Un ballo in maschera, Gremin in Eugen Onegin, Colline in La Bohème (u. a. im April 1992 neben Katia Ricciarelli als Mimì), Timur in Turandot  (u. a. im Februar 1990, „vokal ausgezeichnet“ neben Franco Bonisolli und Sona Ghazarian), Komtur in Don Giovanni, Titurel in Parsifal, Basilio in Il barbiere di Siviglia, Lord Valton in I puritani und Surin in Pique Dame. In der Spielzeit 1989/90 übernahm die Rolle des Sekretärs Wurm in der Wiederaufnahme der Luisa Miller-Produktion, wo er „durch gesangliche Sicherheit und aufhorchen lassende Musikalität beeindruckte“.
Insgesamt stand er von 1984 bis 2008 in 55 verschiedenen Partien 1095 Mal auf der Bühne der Wiener Staatsoper. Neben den Hauptrollen im seriösen Bass-Fach übernahm Goran Simić auch viele Comprimario-Partien, die er in hervorragender Weise interpretierte. Aufgrund seiner darstellerischen Fähigkeiten formte er auch kleine Rollen, wie z. B. Dottore Grenvil in La Traviata, zu intensiven Charakter-Porträts. 
Im Mai 1989 sang er in Venedig am Teatro La Fenice die Partie des Titurel in Parsifal in mehreren konzertanten Aufführungen unter der musikalischen Leitung von Giuseppe Sinopoli. Im August 1992 gastierte er mit dem Ensemble der Berliner Staatsoper in der Berliner Waldbühne als König („Re“) in Aida, wo er seiner Bühnenfigur „viel vokale Autorität“ verlieh. In der Saison 1993/94 gastierte er an der Berliner Staatsoper erneut als König in Aida.

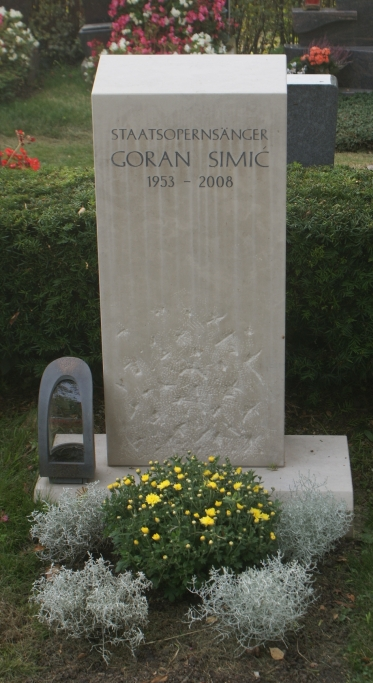
Grabstätte von Goran Simic

Als Surin in Pique Dame trat er am 13. Oktober 2008 wenige Wochen vor seinem Tod zum letzten Mal am Haus am Ring auf. Goran Simić starb nach kurzer, schwerer Krankheit. Seine Urne wurde vorerst am 12. Dezember 2008 auf dem Wiener Zentralfriedhof beigesetzt und am 2. Juli 2010 zum Wiener Friedhof Mauer (Gruppe 50, Nummer 94) überstellt.

## Diskografie (Auswahl)
- Verdi: Un Ballo in Maschera (Deutsche Grammophon 1989)
- Rossini: Il Barbiere di Siviglia (Deutsche Grammophon 1992)
- Thomas: Hamlet (Serenissima 1994)
- Schreker: Irrelohe (Sony 1995)